# Palazzo Bonfadini Vivante
Palazzo Bonfadini Vivante è un'architettura di Venezia, ubicata nel sestiere di Cannaregio e affacciata sul canale di Cannaregio. Oggi accoglie l'Hotel Ca' Bonfadini.

## Storia
Il palazzo fu edificato nel XVI secolo per essere residenza dei Bonfadini, famiglia di mercanti tirolesi (Colle Santa Lucia), poi entrati nel patriziato veneziano.
A metà del XVII secolo fu completata la facciata oggi ancora visibile.
Nel XIX secolo subentrò, inizialmente come affittuaria, la famiglia ebrea dei Vivante, che diede il secondo nome al palazzo. Nella prima metà del XX secolo, l'edificio subisce un lungo degrado, da cui è riscattato con un'importante opera di restauro, attuata dai nuovi proprietari negli anni novanta.
Nel 2017 acquistato dalla società finalba seconda s.p.a.
L'edificio è stato restaurato e sono stati recuperati gli affreschi e gli stucchi originali che oggi adornano gli interni diventati lussuose suites dell'hotel.
Oggi fa parte del gruppo alberghiero I Palazzi Hotels.

## Architettura
La facciata di Palazzo Bonfadini si presenta piuttosto semplice. Disposta su tre livelli più un mezzanino di sottotetto, essa ha due portali rettangolari al piano terra; al piano nobile (secondo piano) c'è l'elemento di maggior rilievo, una serliana con parapetto metallico, a cui corrispondono, al primo piano, tre aperture quadrangolari di dimensioni inferiori, anch'esse con parapetto.
Da notare infine, in alto, un sottile cornicione dentellato e la presenza di marcapiano.
Maggior valore artistico hanno gli interni, nei quali si celano grandiose opere pittoriche, realizzate tra XVIII e XIX secolo: una serie di stucchi di Giuseppe Castelli fa da corredo a un ciclo di affreschi neoclassici, tra i cui autori si ricordano Giuseppe Borsato e Giambattista Canal.
Gli affreschi interni risalgono ai Bonfadini, in particolare nella Camera degli Sposi, e alla famiglia dei Vivante che fece affrescare l'intero piano nobile con raffigurazioni classiche e simboliche.